# Serie A 1966-1967 (pallacanestro maschile)
Il campionato di Serie A di pallacanestro maschile 1966-1967 è stato il quarantacinquesimo organizzato in Italia.
La formula rimane quasi invariata: le 12 squadre si affrontano in partite di andata e ritorno, lo scudetto viene assegnato alla prima in classifica e le ultime due (anziché tre) retrocedono in Serie B. La Simmenthal Milano vince il suo diciottesimo scudetto (terzo consecutivo), prevalendo su Ignis Varese e All'Onestà Milano.

## Classifica
|  |     | Classifica finale 1966-1967 | Pt | G  | V  | P  | PtF  | PtS  |
|  | --- | --------------------------- | -- | -- | -- | -- | ---- | ---- |
|  | 1.  | Simmenthal Milano           | 40 | 22 | 20 | 2  | 1862 | 1593 |
|  | 2.  | Ignis Varese                | 34 | 22 | 17 | 5  | 1793 | 1513 |
|  | 3.  | All'Onestà Milano           | 24 | 22 | 12 | 10 | 1603 | 1615 |
|  | 4.  | Oransoda Cantù              | 22 | 22 | 11 | 11 | 1611 | 1555 |
|  | 5.  | Noalex Venezia              | 22 | 22 | 11 | 11 | 1482 | 1489 |
|  | 6.  | Candy Bologna               | 20 | 22 | 10 | 12 | 1618 | 1697 |
|  | 7.  | Butangas Pesaro             | 20 | 22 | 10 | 12 | 1414 | 1583 |
|  | 8.  | Petrarca Padova             | 18 | 22 | 9  | 13 | 1393 | 1381 |
|  | 9.  | Cassera Bologna             | 18 | 22 | 9  | 13 | 1477 | 1525 |
|  | 10. | Fargas Livorno              | 18 | 22 | 9  | 13 | 1376 | 1492 |
|  | 11. | Aramis Biella               | 16 | 22 | 8  | 14 | 1419 | 1532 |
|  | 12. | Splügen Brau Gorizia        | 12 | 22 | 6  | 16 | 1415 | 1515 |

## Verdetti
- Campione d'Italia:  Simmenthal Milano

Formazione: Binda, Steve Chubin, Gnocchi, Giulio Iellini, Franco Longhi, Massimo Masini, Giandomenico Ongaro, Gianfranco Pieri, Sandro Riminucci, Gabriele Vianello. Allenatore: Cesare Rubini.
- Retrocessioni in Serie B: Aramis Biella e Splügen Brau Gorizia.